# الزمن والغبار (مسلسل)
الزمن والغبار مسلسل دراما تلفزيوني عراقي عرض سنة 2000، من إخراج هاشم ابو عراق.

## القصة
تدور أحداث المسلسل في زمن الحرب العالمية الثانية وكيف أثرت في أفراد المجتمع العراقي وطريقة تعاملهم مع بعضهم البعض خلال هذه الفترة، كما يوضح فئات المجتمع التي تعاونت مع الإنجليز خلال احتلالهم للعراق.

## الممثلون
- عبد الجبار الشرقاوي
- عبد الخالق المختار
- بهجت الجبوري.
- نهاد نجيب
- خليل ابراهيم
- ابتسام فريد.
- عباس كامل
- قصي البصري.
- بهجت عبد الواحد
- خليل عبد القادر
- أمال ياسين.
- حاتم سلمان
- صادق علي شاهين
- مناف طالب.
- هدى هادي
- عامر جهاد
- طه علوان.
- عدنان شلاش
- صلاح مونيكا
- سعاد كرم
- آلاء حسين.
- ميلاد سري.
- ستار خضير
- كاظم القريشي
- طارق شاكر
- طالب الربيعي
- رضا العيسى